# Laurie Faso
Laurie Faso (Buffalo, New York, 11 april 1946) is een Amerikaans televisieacteur en stemacteur.
Faso heeft als stemacteur meegewerkt aan series als Snorks, Darkwing Duck en The Little Troll Prince. Zijn bekendste rol was die van Marlo Higgins in de televisieserie Marlo and the Magic Movie Machine. Daarnaast was hij van 1987 tot 1988 presentator van het kinderspelprogramma I'm Telling!.